# Лукинський
Луки́нський (рос. Лукинский, башк. Лукинский) — присілок у складі Архангельського району Башкортостану, Росія. Входить до складу Краснозілімської сільської ради.
Населення — 14 осіб (2010; 24 в 2002).
Національний склад:
- росіяни — 100 %